# Hyadina albovenosa
Hyadina albovenosa är en tvåvingeart som beskrevs av Daniel William Coquillett 1900. Hyadina albovenosa ingår i släktet Hyadina och familjen vattenflugor. Inga underarter finns listade i Catalogue of Life.